# Saint-Barbant
Saint-Barbant este o comună în departamentul Haute-Vienne din centrul Franței. În 2009 avea o populație de 357 de locuitori.

## Evoluția populației
| An        | 1975 | 1982 | 1990 | 1999 | 2006 | 2009 |
| --------- | ---- | ---- | ---- | ---- | ---- | ---- |
| Populație | 571  | 475  | 360  | 370  | 363  | 357  |